# La Création du monde

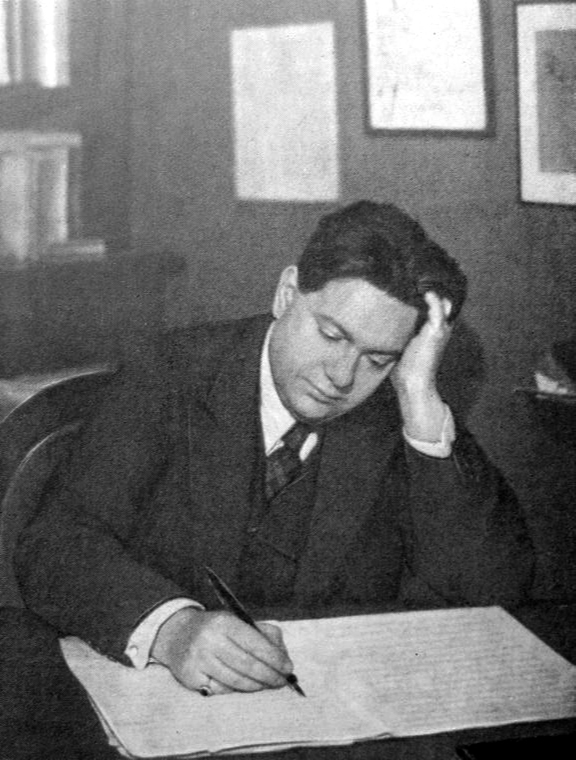
Darius Milhaud um 1926

La Création du monde op. 81a ist eine Ballettmusik des französischen Komponisten Darius Milhaud (1892–1974). Die Elemente des Jazz aufnehmende Komposition entstand für Rolf de Maré und dessen Ballets Suédois. Fernand Léger entwarf die Bühnenausstattung des 1923 uraufgeführten Balletts.

## Entstehung und Uraufführung
Darius Milhaud war bereits 1920 in London mit Jazz in Berührung gekommen, hatte 1922 bei einem New York-Aufenthalt neben Salonformen (verkörpert etwa durch das Paul-Whiteman-Orchestra) in Harlem auch authentischen New Orleans kennengelernt und Schallplatten des Jazz-Labels Black Swan Records zurück nach Frankreich genommen. Der Auftrag von Rolf de Maré, für die von ihm geleitete Ballets Suédois eine Ballettmusik zu komponieren, bot ihm die Möglichkeit, diese Erfahrungen kompositorisch umzusetzen.
Das Ballett-Szenarium für eine auf afrikanische Mythen zurückgehende Création du monde („Erschaffung der Welt“) stammte von Blaise Cendrars. Fernand Léger entwarf für die Uraufführung am 25. Oktober 1923 im Pariser Théâtre des Champs-Élysées (Choreographie: Jean Börlin) ein archaisierendes, von afrikanischer Volkskunst inspiriertes Dekor: Drei 8 Meter große Götterstatuen dominierten die Bühne, unter deren Schutz Pflanzen, Tiere und Mensch erschaffen wurden, dargestellt von Tänzern in phantastischer Kostümierung.

## Werk

### Besetzung und Aufführungsdauer
Bei der Besetzung von La Création du monde orientierte sich Milhaud am Instrumentarium des 1922 uraufgeführten Jazz-Musicals Liza von Maceo Pinkard, das er in Harlem gehört hatte. Vorgesehen sind 17 Soloinstrumente: 7 Holzbläser (2 Flöten, Oboe, 2 Klarinetten, Fagott, Altsaxophon), 4 Blechbläser (Horn, 2 Trompeten, Posaune), Klavier, Schlagzeug sowie 4 Streicher (2 Violinen, Violoncello, Kontrabass). Die Rolle der ausgesparten Viola wird dabei teilweise vom Saxophon übernommen.
Eine Alternativfassung für Klavier und Streichquartett (op. 81b) wurde 1927 in Baden-Baden uraufgeführt.
Die Aufführungsdauer beträgt etwa 17 bis 20 Minuten.

### Musik
Die Musik Milhauds besteht, entsprechend dem Ballett-Szenarium, aus 6 ineinander übergehenden Sätzen.
1. Ouverture: Ruhig-melancholisches, vom Saxophon-Solo dominiertes Vorspiel, melodisch an Johann Sebastian Bach gemahnend (bei geschlossenem Vorhang).
2. Le chaos avant la création: Von Rumba-Rhythmen und einer Jazz-Fuge beherrschte Schilderung des Chaos vor der Schöpfung. Drei Götterfiguren richten sich auf, halten Rat und vollführen Beschwörungen.
3. La naissance de la flore et de la faune: Soli von Flöte und Oboe. Langsam erheben sich verschiedene Pflanzen und Tiere darstellende Tänzer.
4. La naissance de l'homme et de la femme: Rasches Tempo, von Synkopenmelodik in verschiedener Besetzung bestimmt. Die Tiere umtanzen die Götter. Nach neuerlichen Beschwörungen lösen sich Mann und Frau aus der Masse der Tiere.
5. Le désir: Sehr rasches Tempo, Saxophon- und Klarinettensoli über Ostinati. Orgiastischer Tanz des ersten Menschenpaares.
6. Le printemps ou l'apaisement: Ruhiges Tempo, Wiederkehr thematischer Gestalten der früheren Sätze. Ende des Rundtanzes, Beginn des Frühlings.